# Fédération albanaise de basket-ball
La Fédération albanaise de basket-ball ou FSHB, (Federata Shqiptare e Basketbollit en albanais) est une association, fondée en 1947, chargée d'organiser, de diriger et de développer le basket-ball en Albanie.
La FSHB représente le basket-ball auprès des pouvoirs publics ainsi qu'auprès des organismes sportifs nationaux et internationaux et, à ce titre, l'Albanie dans les compétitions internationales. Elle défend également les intérêts moraux et matériels du basket-ball albanais. Elle est affiliée à la FIBA depuis 1947, ainsi qu'à la FIBA Europe.
La Fédération organise également les championnats albanais masculin et féminin.